# Intelligence Bureau (Indien)

Intelligence Bureau (IB), Indien

Das Intelligence Bureau (kurz IB, Hindi: आसूचना ब्यूरो) ist Indiens Inlandsnachrichtendienst. Die Behörde ist für innere Sicherheit und Spionageabwehr zuständig und untersteht dem Innenministerium. Sie wurde 1887 als Central Special Branch gegründet und gilt als die älteste Organisation dieser Art in der Welt.

## Aufgaben
Bis 1968 war das IB sowohl Inlands- als auch Auslandsnachrichtendienst. Danach wurde der Research and Analysis Wing speziell als Auslandsnachrichtendienst gegründet, und das IB wurde hauptsächlich mit der Aufgabe des Inlandsnachrichtendienstes und der inneren Sicherheit betraut.
Tapan Deka, der derzeitige Direktor der IB, übernahm das Amt am 24. Juni 2022 von Arvind Kumar.

## Geschichte
Vor der Gründung des Research and Analysis Wing im Jahr 1968 war für die Sammlung von Informationen in Übersee in erster Linie das Intelligence Bureau zuständig, dessen Vorläufer Central Special Branch von der British Raj bereits 1887 eingerichtet worden war. In Anbetracht der politischen Unruhen in der Welt, die schließlich zum Zweiten Weltkrieg führten, wurden 1933 die Aufgaben des Intelligence Bureau (IB) auf die Sammlung von nachrichtendienstlicher Informationen entlang der indischen Grenzen ausgeweitet.
Im Jahr 1947, nach der Unabhängigkeit Indiens, übernahm Sanjeevi Pillai als erster indischer Direktor das IB. 1949 organisierte Pillai einen kleinen Auslandsnachrichtendienst, der sich jedoch mit dem indischen Debakel im Chinesisch-Indischen Krieg von 1962 als ineffektiv erwies. Das Versagen des IB veranlasste den damaligen Premierminister Jawaharlal Nehru, die Einrichtung eines eigenen Auslandsnachrichtendienstes anzuordnen.
Der Research and Analysis Wing als Auslandsnachrichtendienst entstand 1968. Das IB blieb mit der Aufgabe des Inlandsnachrichtendienstes und der inneren Sicherheit.